# Joseph Autran
Joseph Autran (Marselha, 20 de junho de 1813 — Marselha, 6 de março de 1877) foi um poeta e dramaturgo francês.

## Biografia
Autran nasceu em Marselha, filho de um comerciante, estudou no colégio dos jesuítas em Aix-en-Provence. Estando seu pai com dificuldades financeiras, Autran foi obrigado a ganhar seu próprio sustento, e aceitou um emprego como professor em uma instituição religiosa. Em 1832 dedicou sua ode Le Départ pour l'Orient para Alphonse de Lamartine, que estava então em Marselha para embarcar em uma viagem para a Terra Santa. Lamartine convenceu o pai do jovem a permitir que seu filho seguisse o seu instinto poético, e Autran tornou-se um discípulo fiel de Lamartine, a partir de então.
Sua obra mais conhecida é uma coleção de poemas intitulada La Mer (1835), notável pelo poder descritivo e os encantos de sua versificação. O sucesso com que foi recebida o levou a publicar uma segunda série sobre o mesmo tema, Les Poèmes de la mer, que foi publicada em 1852. Depois, seguiu-se Ludibria ventis (1838), e o sucesso destes dois volumes rendeu para Autran o emprego de bibliotecário em sua cidade natal.
Seu outro trabalho mais importante é o seu Vie rurale (1856), uma série de retratos da vida camponesa. As campanhas francesas na Argélia o inspiraram para homenagear os soldados. Milianah (1842) descreve a defesa heroica daquela cidade, e na mesma linha é o seu Laboureurs et soldats (1854).
Entre suas outras obras estão: Paroles de Salomon (1868), Épîtres rustiques (1861), Sonnets capricieux, e uma tragédia em cinco atos apresentada com grande sucesso no Théâtre de l'Odéon em 1848, La Fille d'Eschyle. A edição definitiva de suas obras foi publicada entre 1875 e 1881.
Autran foi eleito membro da Academia Francesa em 1868, para suceder François Ponsard. Em seus últimos dias, foi acometido de cegueira. Morreu em Marselha.

## Obras
- Le Départ pour l'Orient: ode à M. Alphonse de Lamartine (1832)
- La Mer: poésies (1835)
- Ludibria ventis: poésies nouvelles (1838)
- L'An 40: ballades et poésies musicales, suivies de Marseille (1840)
- Milianah: poème (1841)
- Italie et Semaine sainte à Rome (1841)
- La Fille d'Eschyle: étude antique en 5 actes, en vers, Paris, Théâtre de l'Odéon, 9 de março de 1848
- Les Poëmes de la mer (1852)
- Laboureurs et soldats (1854)
- La Vie rurale: tableaux et récits (1856)
- Etienne et Clémentine (1858)
- Épîtres rustiques (1861)
- Le Poème des beaux jours (1862)
- Le Cyclope, d'après Euripide (1863)
- Paroles de Salomon (1869)
- Sonnets capricieux (1873)
- La Légende des paladins (1875)
- Œuvres complètes (1875–82)